# ブロック・ダイクゾーン
ブロック・デビッド・ダイクゾーン（Brock David Dykxhoorn、1994年7月2日 - ）は、カナダ・オンタリオ州ゴドリッチ出身のプロ野球選手（投手）。右投右打。中華職業棒球大聯盟（CPBL）の統一ライオンズ所属。

## 経歴

### アストロズ傘下時代
2012年のMLBドラフト20巡目（全体622位）でシンシナティ・レッズから指名されたが、これを拒否してウェストバージニア大学へ進学。その後、アリゾナ州クーリッジのセントラル・アリゾナ・カレッジに転入してプレーを続けた。
2014年のMLBドラフト6巡目（全体166位）でヒューストン・アストロズから指名を受け、入団。傘下ルーキー級グリーンビル・アストロズに配属された。
2015年シーズンは傘下A級クアッドシティーズ・リバーバンディッツに昇格し、シーズンを通して同チームでプレーした。また、同年に開催された2015年パンアメリカン競技大会の男子野球カナダ代表にも選出され、同大会では金メダルを獲得した。
その後、アストロズ傘下のマイナーリーグでは2018年までプレーし、最高で傘下AAA級フレズノ・グリズリーズまで昇格した。最終年となった同年は5月にAAAに昇格後14試合に登板して6勝3敗、防御率4.60の成績を残した。

### SK - ロッテ時代
2018年11月13日にアストロズから自由契約となり、その3日後の11月16日に退団したメリル・ケリーの代替選手としてKBOリーグに加盟するSKワイバーンズと契約。
2019年は5月までに12試合に登板し3勝2敗、防御率3.56の成績を残していたが、先発陣強化のためヘンリー・ソーサを獲得することになり、外国人枠の都合で6月3日に自由契約となった。その6日後の6月9日、ジェイク・トンプソンの代替選手としてロッテ・ジャイアンツと契約。同年は最終的にSKとロッテの2球団通算で29試合に登板して6勝10敗、防御率4.34の成績を残したが、シーズン終了後に自由契約となった。オフには2019 WBSCプレミア12のカナダ代表に選出され、大会では11月8日のオープニングラウンド第3戦・対オーストラリア戦（高尺スカイドーム）で先発登板し、6回1失点の内容で勝敗はつかなかった。

### 統一時代
2020年6月23日、中華職業棒球大聯盟（CPBL）に加盟する統一ライオンズと契約を結んだことが発表された。登録名は布雷克。この年は13試合に登板して5勝3敗、防御率5.68の成績を残した。統一が進出した同年の台湾シリーズでは、1勝3敗と追い込まれていた11月5日の第5戦（台南市立野球場）に先発登板して完封勝利を収めた。統一はこの後第6、7戦にも連勝して逆転優勝を飾り、シリーズ優秀選手に選ばれた。
2021年シーズンは7月と10月の2度月間MVPを受賞するなど安定した成績を残し、最終的に27試合に登板して17勝4敗、防御率1.83を記録。同年の最多勝利（勝投王）のタイトルを受賞した。
2022年シーズンは8月までに12試合に登板し3勝3敗、防御率2.96の成績を残していたが、椎間板ヘルニアを発症し戦線離脱。母国に帰国せず台湾で治療することを選択し、国立成功大学附属病院で手術を受けた。12月17日に統一と再契約し残留することが発表された。
2023年は故障から復活。25試合に先発出場し、10勝7敗1完封、防御率2.83の成績を挙げ、チームをプレーオフ進出に導いた。

## 詳細情報

### 年度別投手成績
| 年 度     | 球 団     | 登 板 | 先 発 | 完 投 | 完 封 | 無 四 球 | 勝 利 | 敗 戦 | セ 丨 ブ | ホ 丨 ル ド | 勝 率 | 打 者 | 投 球 回 | 被 安 打 | 被 本 塁 打 | 与 四 球 | 敬 遠 | 与 死 球 | 奪 三 振 | 暴 投 | ボ 丨 ク | 失 点 | 自 責 点 | 防 御 率 | W H I P |
| --------- | --------- | ----- | ----- | ----- | ----- | -------- | ----- | ----- | -------- | ----------- | ----- | ----- | -------- | -------- | ----------- | -------- | ----- | -------- | -------- | ----- | -------- | ----- | -------- | -------- | ------- |
| 2019      | SK        | 12    | 12    | 0     | 0     | 0        | 3     | 2     | 0        | 0           | .600  | 280   | 65.2     | 65       | 7           | 18       | 0     | 2        | 58       | 1     | 0        | 29    | 26       | 3.56     | 1.26    |
| 2019      | ロッテ(G) | 17    | 16    | 0     | 0     | 0        | 3     | 8     | 0        | 0           | .273  | 369   | 83.2     | 99       | 8           | 22       | 1     | 4        | 59       | 3     | 1        | 52    | 46       | 4.95     | 1.45    |
| '19計     | ロッテ(G) | 29    | 28    | 0     | 0     | 0        | 6     | 10    | 0        | 0           | .375  | 649   | 149.1    | 164      | 15          | 40       | 1     | 6        | 117      | 4     | 1        | 81    | 72       | 4.34     | 1.37    |
| 2020      | 統一      | 13    | 12    | 0     | 0     | 0        | 5     | 3     | 0        | 0           | .625  | 302   | 69.2     | 69       | 6           | 28       | 0     | 5        | 48       | 3     | 0        | 45    | 44       | 5.68     | 1.39    |
| 2021      | 統一      | 27    | 26    | 5     | 3     | 1        | 17    | 4     | 0        | 0           | .809  | 699   | 181.2    | 124      | 7           | 37       | 0     | 6        | 157      | 3     | 0        | 41    | 37       | 1.83     | 0.89    |
| 2022      | 統一      | 12    | 12    | 0     | 0     | 0        | 3     | 3     | 0        | 0           | .500  | 299   | 73.0     | 68       | 8           | 11       | 0     | 2        | 50       | 0     | 0        | 27    | 24       | 2.96     | 1.08    |
| 2023      | 統一      | 25    | 25    | 1     | 0     | 0        | 10    | 7     | 0        | 0           | .588  | 622   | 149.2    | 134      | 11          | 39       | 0     | 7        | 104      | 8     | 2        | 52    | 47       | 2.83     | 1.16    |
| 2024      | 統一      | 21    | 19    | 0     | 0     | 0        | 8     | 4     | 0        | 0           | .667  | 500   | 122.0    | 107      | 7           | 34       | 0     | 5        | 95       | 2     | 0        | 41    | 35       | 2.58     | 1.16    |
| KBO：1年  | KBO：1年  | 29    | 28    | 0     | 0     | 0        | 6     | 10    | 0        | 0           | .375  | 649   | 149.1    | 164      | 15          | 40       | 1     | 6        | 117      | 4     | 1        | 81    | 72       | 4.34     | 1.37    |
| CPBL：5年 | CPBL：5年 | 98    | 94    | 6     | 3     | 1        | 43    | 21    | 0        | 0           | .672  | 2422  | 596.0    | 502      | 39          | 149      | 0     | 25       | 454      | 16    | 2        | 206   | 187      | 2.82     | 1.09    |

- 2024年度シーズン終了時
- 各年度の太字はリーグ最高

### タイトル
CPBL
- 最多勝利（勝投王）：1回（2021年）

### 表彰
CPBL
- 月間MVP：2回（投手部門：2021年7・10月）
- 台湾シリーズ優秀選手 : 1回（2020年）

### 背番号
- 61（2019年）
- 50（2019年 - ）